# Leonor Baldaque
Leonor Baldaque est une comédienne et écrivaine portugaise née à Porto le 27 janvier 1977. 
Elle est la petite-fille de l’écrivain Agustina Bessa-Luís.

## Biographie
Leonor Baldaque commence très jeune des études de violoncelle et de piano. Elle les abandonne pour entrer à l’université, où elle étudie les littératures française et anglaise. 
À 19 ans, elle devient comédienne pour le cinéaste Manoel de Oliveira, et joue dans un premier film, Inquiétude, adapté d’une histoire de sa grand-mère. Commence alors une collaboration de plusieurs films avec le cinéaste portugais. 
À 22 ans, elle s'installe à Paris. À 26 ans, elle gagne le Prix Shooting Star à Berlin pour le film Le Principe de l'incertitude. En 2009, elle tourne avec Eugène Green La Religieuse portugaise (Prix GDA meilleure comédienne portugaise). Elle quitte Paris et part vivre à Rome. En 2012, elle publie son premier roman, Vita (La Vie légère), chez Gallimard. Elle publie Piero Solitude en 2020, chez Verdier, pour lequel elle tourne une bande-annonce. 

## Filmographie
- 1998 : Inquiétude - Fisalina
- 2000 : Supercolla (short) - Cinderella
- 2001 : I'm Going Home - Sylvia
- 2001 : Le Temps (short) - voice
- 2001 : Porto of My Childhood - Ela
- 2002 : Le Principe de l'incertitude - Camila
- 2004 : The Fifth Empire - Choir (voice)
- 2005 : Maquette (short) - Leonor
- 2005 : Magic Mirror - Vicenta/Abril
- 2005 : A Conquista de Faro (short) - Claudina/Donna Brites
- 2006 : Belle toujours - Jeune prostituée
- 2007 : Christophe Colomb l'Énigme - Sílvia (1957–60)
- 2009 : La Religieuse portugaise - Julie de Hauranne